# 李素 (洪武進士)
李素，山西潞州壺關縣人，明朝政治人物、進士出身。

## 生平
洪武四年，會試十八名，登進士三甲，授袁州府宜春縣縣丞。洪武十二年（1379年）十一月李素任中书右丞，洪武十三年（1380年）正月明太祖废中书省，罢李素中书右丞。